# Ракитник
Ракитник (словен. Rakitnik) — поселення в общині Постойна, Регіон Нотрансько-крашка, Словенія. Висота над рівнем моря: 522,4 м.